# PLA2G5
Кальций-зависимая фосфолипаза A2 5-й группы (КФ 3.1.1.4, англ. Calcium-dependent phospholipase A2 group V) — фермент фосфолипаза A2, кодируемая у человека геном PLA2G5.
PLA2G5 относится к семейству секретируемых фосфолипаз A2. Ген расположен в кластере секреторных фосфолипаз A2 на хромосоме 1. Фермент катализирует гидролиз мембранных фосфолипидов с образованием лизофосфолипида и жирной кислоты, включая арахидоновую кислоту. Имеет прредпочтение к фосфолипидам, содержащим линолевую кислоту. Секреция этой фосфолипазы вызывает воспалительную реакцию в соседних клетках.

## Структура
PLA2G5 состоит из 138 аминокислот, молекулярная масса — 15,7 кДа. Содержит 4 участка связывания кальция.

## Функции
Возможно, играет роль в образовании сурфактанта лёгких, в перестройке и регуляции миокарда. Инициирует синтез эйкозаноидов.